# Paraluteres prionurus
Paraluteres prionurus là một loài cá biển thuộc chi Paraluteres trong họ Cá bò giấy. Loài này được mô tả lần đầu tiên vào năm 1851.

## Từ nguyên
Từ định danh prionurus được ghép bởi hai âm tiết trong tiếng Hy Lạp cổ đại: príōn (πρίων; "cái cưa") và ourá (οὐρά, "đuôi"), hàm ý đề cập đến phần ngạnh và lông cứng ở hai bên cuống đuôi của loài cá này.

## Phạm vi phân bố và môi trường sống
Từ bờ biển Đông Phi, P. prionurus được phân bố trải dài về phía đông, băng qua nhiều vùng biển thuộc khu vực Ấn Độ Dương - Thái Bình Dương đến đảo quốc Niue, ngược lên phía bắc đến Nhật Bản (gồm cả quần đảo Ogasawara), xa về phía nam đến Úc (gồm cả rạn san hô Great Barrier) và Nouvelle-Calédonie.
Ở Việt Nam, P. prionurus được ghi nhận tại cù lao Chàm (Quảng Nam), cũng như tại quần đảo Hoàng Sa và quần đảo Trường Sa.
P. prionurus sống tập trung trên các rạn viền bờ và trong đầm phá, độ sâu được tìm thấy đến ít nhất là 25 m.

## Mô tả
Chiều dài cơ thể lớn nhất được ghi nhận ở P. prionurus là 11 cm. Loài này có màu trắng, lốm đốm các chấm màu vàng nâu khắp cơ thể. Có 4 vệt nâu đen, vệt thứ nhất ngay sau mắt và vệt cuối nằm trên cuống đuôi, hai vệt giữa ở lưng lan rộng và hẹp dần về phía bụng. Thường có một đốm tròn màu nâu đen phía trên gốc vây hậu môn. Vây lưng và vây hậu môn trong suốt. Vây đuôi màu vàng. Cá đực còn có thêm các ngạnh ở mỗi bên cuống đuôi.
Số gai ở vây lưng: 2; Số tia vây ở vây lưng: 25–28; Số gai ở vây hậu môn: 0; Số tia vây ở vây hậu môn: 22–25.

## Sinh thái học

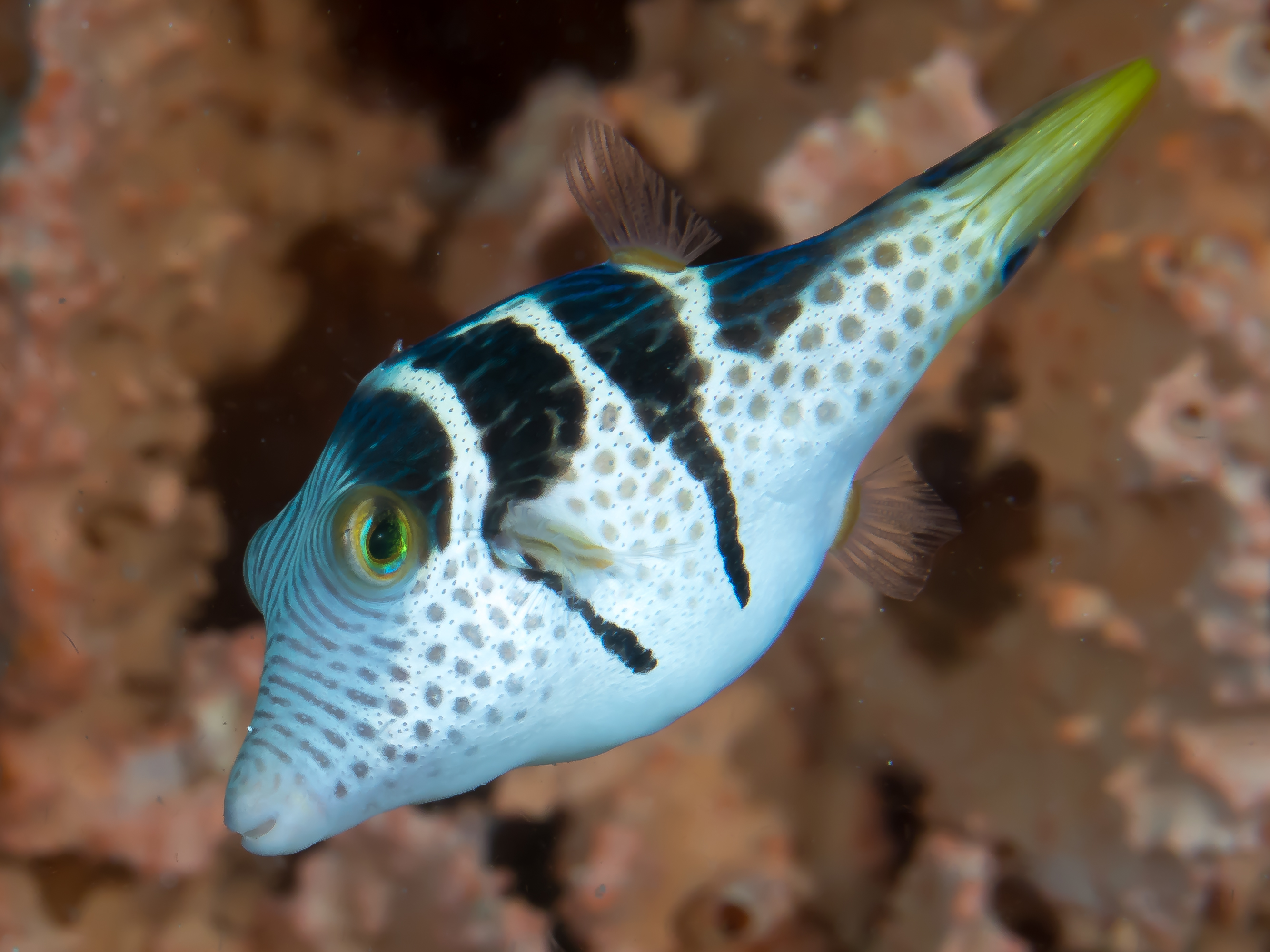
C. valentini (để ý phần vây lưng và vây hậu môn)

Thức ăn của P. prionurus là các loài động vật chân bụng và giáp xác nhỏ. Cá trưởng thành thường sống theo cặp, nhưng đôi khi hợp thành từng nhóm nhỏ.
P. prionurus là một loài bắt chước kiểu hình của cá nóc Canthigaster valentini. Do những loài săn mồi thường tránh những loài có độc nên nhiều loài cá đã bắt chước kiểu hình của cá nóc để tăng cơ hội sống sót cho chúng, gọi là bắt chước kiểu Bates.
P. prionurus và C. valentini thoạt nhìn hầu như khó mà phân biệt được ngay. Nếu quan sát kỹ, ta thấy rằng vây lưng và vây hậu môn của P. prionurus kéo dài từ giữa thân đến cuống đuôi; còn hai vây này ở C. valentini khá ngắn, chỉ giới hạn ở vùng thân (không kéo rộng ra đuôi). Ngoài ra, P. prionurus có một gai trên vây lưng đôi khi dựng thẳng lên, cá đực còn có thêm các ngạnh ở mỗi bên cuống đuôi. C. valentini thường có các vạch xanh sau mắt, và có cơ chế phồng mình đặc trưng của họ Cá nóc.

## Thương mại
P. prionurus không phải là loài có giá trị thương mại, tuy nhiên chúng có thể xuất hiện trong ngành kinh doanh cá cảnh.